# Hiromi Ikeda
Hiromi Ikeda (jap. 池田 浩美, Ikeda Hiromi; * 22. Dezember 1975 in Honjō) ist eine ehemalige japanische Fußballspielerin.

## Karriere

### Verein
Sie begann ihre Karriere bei Tasaki Perule FC, wo sie von 1995 bis 2008 spielte. Sie trug 2003 zum Gewinn der Nihon Joshi Soccer League bei. 2008 beendete sie Spielerkarriere.

### Nationalmannschaft
Im Jahr 1997 debütierte Ikeda für die japanischen Nationalmannschaft. Sie wurde in den Kader der Weltmeisterschaft der Frauen 1999, 2003 und 2007 und Olympischen Sommerspiele 2004 und 2008 berufen. Insgesamt bestritt sie 119 Länderspiele für Japan.

## Errungene Titel

### Mit Vereinen
- Nihon Joshi Soccer League: 2003

### Persönliche Auszeichnungen
- Nihon Joshi Soccer League Best XI: 1999, 2000, 2001, 2002, 2003, 2004, 2005, 2006, 2007, 2008